# Миранда (Терни)
Миранда је насеље у Италији у округу Терни, региону Умбрија.
Према процени из 2011. у насељу је живело 77 становника. Насеље се налази на надморској висини од 570 м.